# Kościół Nawiedzenia Najświętszej Maryi Panny w Ruścu
Kościół Nawiedzenia Najświętszej Maryi Panny – rzymskokatolicki kościół parafialny należący do dekanatu szczercowskiego archidiecezji łódzkiej.

## Historia
Jest to świątynia wybudowana w latach 1895–1911 w stylu neogotyckim według projektu Tadeusza Mankiewicza. Budowla jest murowana z cegły i nieotynkowana posiada jedną nawę. Budowlę konsekrował w dniu 28 kwietnia 1913 roku biskup włocławski.

## Wnętrze i wyposażenie
Do wyposażenia kościoła należą ołtarze w stylu barokowym pochodzące z dawnej świątyni, rozebranej w 1896 roku. W ołtarzu głównym znajduje się cudowny obraz Matki Bożej Rusieckiej z początku XVIII wieku. Zabytkowa chrzcielnica z herbem Ogończyk reprezentuje styl wczesnobarokowy. Kościół posiada także portret hetmana Jana Koniecpolskiego. Dzwony pochodzą z lat 50. XX wieku i ufundował je ks. A. Płuszka. Duchowny ten ufundował również Drogę Krzyżową, odnowioną w 1995 roku.

## Organy
Organy zostały zakupione po II wojnie światowej. Ich budowniczym jest prawdopodobnie Fabian Jarzymowski. Stół gry ustawiony centralnie przed szafą organową.
Dyspozycja instrumentu:
| Manuał I           | Manuał II          | Pedał          |
| ------------------ | ------------------ | -------------- |
| 1. Pryncypał 8'    | 1. Salicet 8'      | 1. Subbas 16'  |
| 2. Gamba 8'        | 2. Gedakt 8'       | 2. Oktawbas 8' |
| 3. Holflet 8'      | 3. Trawers flet 4' |                |
| 4. Oktawa 4'       | 4. Piccolo 2'      |                |
| 5. Mikstura 2-3[x] |                    |                |